# Superkontinent
Et superkontinent er en landmasse, der indeholder mere end ét kontinent. Da definitionen af et kontinent er tilfældig, er det samme gældende for definitionen af et superkontinent.
Nutidige superkontinenter er Amerika, Eurasien og Afrika-Eurasien.
Moderne studier har antydet, at superkontinenter dannes i cykler på omkring hvert 600 millioner år; de smelter sammen og river sig løs igen pga. kontinentaldriften
Baseret på at Stillehavet skrumper med et par centimeter om året, mener forskere, at et nyt superkontinent vil dannes om mindre end 300 millioner år. Det resulterende nye superkontinent har naturligvis allerede fået navnet Amasia.

## Udvalgte superkontinenter
- Afrika-Eurasien
- Eurasien
- Amerika
- Gondwanaland
- Laurasien
- Pangæa/Pangea/Pangaea
- Pannotia – (græsk: ~ alle sydlige)
- Rodinia – (russisk: ~ fædreland, hjemstavn)
- Næste hypotetiske superkontinent har fået navnene Pangæa Ultima, Pangæa Proxima, Neopangæa og Pangæa II af diverse forskere.[hvem?]